# 蒙德拉加灣

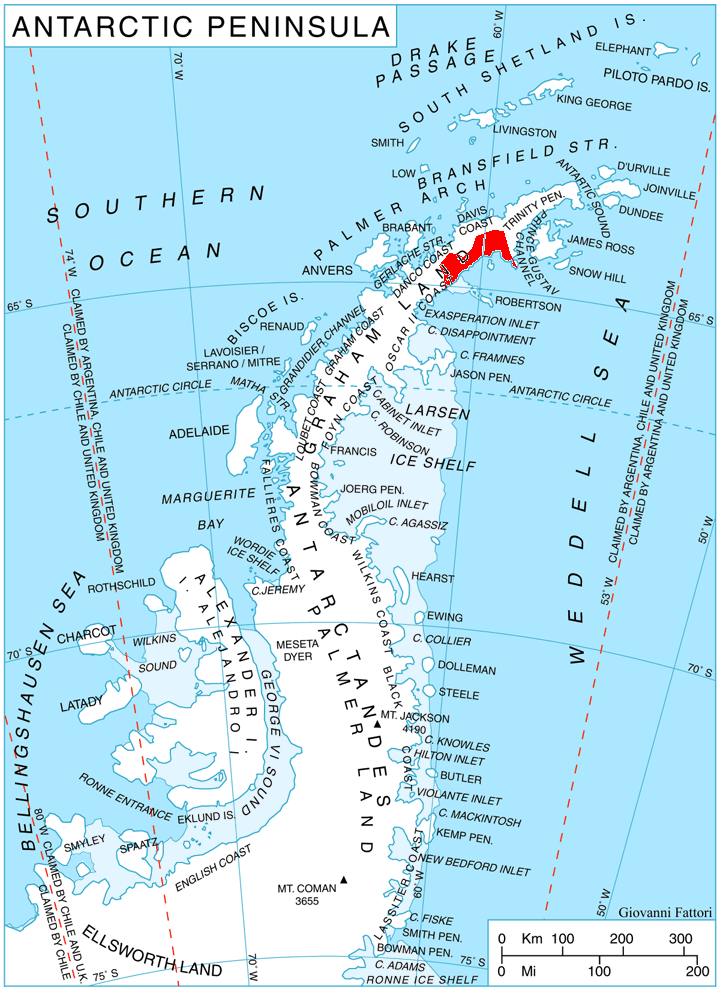

64°30′00″S 59°54′00″W / 64.50000°S 59.90000°W
蒙德拉加灣是南極洲的海灣，位於葛拉漢地，處於福瑟吉爾角以東和索布拉爾半島以西，長23公里、寬28.6公里，該海灣以保加利亞東北部的城堡命名。

## 外部連結
- Mundraga Bay. （页面存档备份，存于） SCAR Composite Antarctic Gazetteer.